# David Shearer
David James Shearer MBE (Auckland, 28 de juliol de 1957) és un polític neozelandès i ex-treballador humanitari. Va passar quasi 20 anys proveint ajuda a persones afectades per guerres a Somàlia, Ruanda, Libèria, Kosovo, Afganistan, Líban i Iraq. El 1992 Shearer —juntament amb la seva dona— va ser nomenat Neozelandès de l'Any pel The New Zealand Herald. L'any següent va ser nomenat Membre de l'Orde Britànic (MBE). El 2009 Shearer guanyà l'elecció parcial de la circumscripció de Mount Albert, d'aquesta manera esdevenint diputat de la Cambra de Representants pel Partit Laborista. Entre el desembre de 2011 i setembre de 2013 fou líder de l'oposició i líder del Partit Laborista.

## Inicis
Shearer va néixer i créixer a Papatoetoe, un suburbi d'Auckland. Era el més gran de tres fills en una família de pares professors. El seu pare era presbiterià i Shearer regularment anava a l'església de jove. Va anar a l'Escola Sedundària Papatoetoe, on fou un dels alumnes més destacats i allí va desenvolupar una amistat amb Phil Goff. Després va graduar de la Universitat d'Auckland amb un BSc i de la Universitat de Canterbury amb un MSc en gestió de recursos. Entre el 1983 i el 1987 va ser professor a l'Escola Secundària de Massey i a l'Escola Secundària d'Onehunga.
Al no poder entrar al parlament pel seu baix rànquing en la llista electoral el 1999, el 2002 Shearer va intentar per segon cop ser candidat però aquest cop com a candidat per a la circumscripció de Whangarei. Va perdre contra Phil Heatley, del Partit Nacional, i de nou el seu baix rànquing en la llista electoral (45è) no li permeté esdevenir diputat.

## Carrera en el servei públic
Shearer va conduir diversos assignacions amb l'Institut Internacional d'Estudis Estratègics, Save the Children i el Grup Internacional de Crisi, i és l'autor de nombroses publicacions sobre afers humanitaries i resulució de conflictes.
Entre el 1987 i el 1989 va ser consultant per la Junta de l'Iwi Tainui («Tainui Trust Board») assistint amb la preparació de les reclamacions de terra que farien al Tribunal de Waitangi. El 1989 va ser nomenat com a coordinador d'operacions humanitàries a Àfrica i els Balcans de les Nacions Unides i va servir com a cap de Save the Children a Ruanda, Somàlia, el nord d'Iraq i Sri Lanka. El 1995 va servir com a assessor d'afers humanitaris a Libèria. Des del 1999 Shearer serví en diversos treballs per a les Nacions Unides incloent coordinador suplent humanitari a Ruanda, assessor humanitari a Albània i cap de l'oficina de les Nacions Unides per a la coordinació d'afers humanitari a Belgrad. Després marxà de les Nacions Unides per a ser assessor al ministre d'afers exteriors i comerç, aleshores Phil Goff, per dos anys.
El 2002 Shearer va retornar a les Nacions Unides, servint com a assessor cap de les Nacions Undeis per a l'assistència a la missió a l'Afganistan. El febrer de 2003 Shearer va ser nomenat cap de l'oficina de les Nacions Unides per a la coordinació d'afers humanitaris a Jerusalem. Durant el conflicte al Líban de 2006 va servir com a coordinador humanitari organitzant assistència per a persones civils afectades pel conflicte entre Israel i el Líban.
El 2007 Shearer fou nomenat pel Secretari General de les Nacions Unides Ban Ki-moon com a representant especial (humanitari, reconstrucció i desenvolupament) per l'Iraq. Mentres estava a Iraq Shearer serví a més com a coordinador resident i coordinador humanitari. En aquest càrrec fou responsable per la gestió de 2 bilions de dòlars estatunidencs en ajudes per a projectes de desenvolupament en setze agències diferents de les Nacions Unides.

## Diputat
| Parlament de Nova Zelanda |      |                |              |           |
| Anys                      | Leg. | Circumscripció | Llista       | Partit    |
| 2009-2011                 | 49   | Mount Albert   | Mount Albert | Laborista |
| 2011-actualitat           | 50   | Mount Albert   | 31           | Laborista |

El maig de 2009 Shearer retornà a Nova Zelanda i per tercer cop fou candidat del Partit Laborista. Va guanyar la nominació per a la candidatura de Mount Albert Guanyà les eleccions parcials de Mount Albert el 13 de juny de 2009 amb 13.260 vots, 9.718 més que Melissa Lee del Partit Nacional. En les eleccions generals de 2011 Shearer va ampliar el seu marge de victòria a 10.021 vots més que Lee.
El 13 de desembre de 2011, després que Phil Goff resignés com a líder a causa dels pobres resultats del Partit Laborista en les eleccions de 2011, els diputats van elegir Shearer com a nou líder del partit per sobre de David Cunliffe. Grant Robertson va guanyar l'elecció per a ser líder suplent.

### Lideratge del partit
El novembre de 2012 durant una conferència del Partit Laborista, els mitjans de comunicació van especular suggerint que Cunliffe intentaria fer una campanya per al lideratge del partit. El matí del 19 de novembre Cunliffe confirmà que no desafiaria a Shearer, i que votaria per a ell si hi hagués una votació. Però, també va dir que no es cometria a afavorir a Shearer si hi hagués una votació formal el febrer de 2013. Els diputats del partit per unanimitat van votar per Shearer en la conferència anual, i subseqüentment Shearer va deposar Cunliffe del gabinet del partit. Tot i així, l'agost de 2013 amb els resultats del Partit Laborista no enmillorant i amb la pressió per part de Cunliffe, Shearer dimití del seu lideratge. El setembre Cunliffe seria elegit líder del partit per sobre de Grant Robertson i Shane Jones.